# Шесси-ле-Пре
Шесси́-ле-Пре (фр. Chessy-les-Prés) — коммуна во Франции, находится в регионе Шампань — Арденны. Департамент — Об. Входит в состав кантона Эрви-ле-Шатель. Округ коммуны — Труа.
Код INSEE коммуны — 10099.
Коммуна расположена приблизительно в 150 км к юго-востоку от Парижа, в 110 км южнее Шалон-ан-Шампани, в 33 км к югу от Труа.

## Население
Население коммуны на 2008 год составляло 525 человек.
| 1962 | 1968 | 1975 | 1982 | 1990 | 1999 | 2008 |
| ---- | ---- | ---- | ---- | ---- | ---- | ---- |
| 570  | 497  | 481  | 476  | 509  | 504  | 525  |

## Экономика

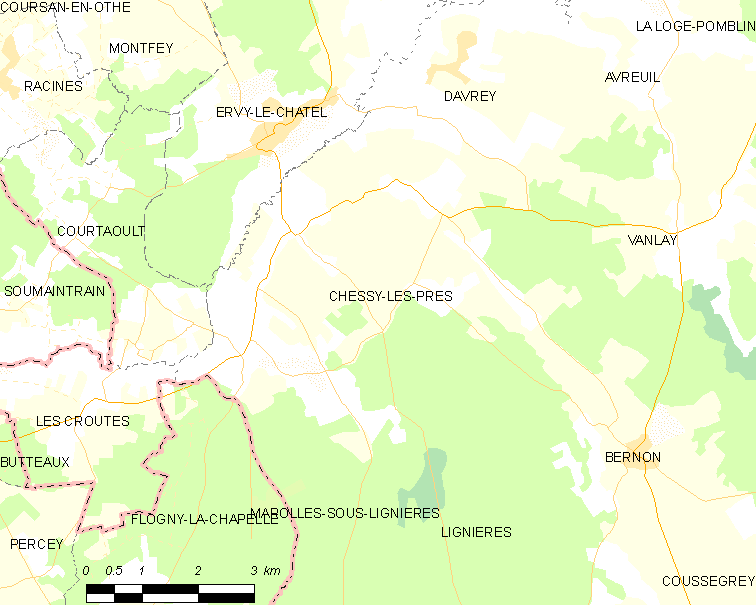
Карта коммуны

В 2007 году среди 316 человек в трудоспособном возрасте (15—64 лет) 223 были экономически активными, 93 — неактивными (показатель активности — 70,6 %, в 1999 году было 68,6 %). Из 223 активных работали 196 человек (119 мужчин и 77 женщин), безработных было 27 (10 мужчин и 17 женщин). Среди 93 неактивных 26 человек были учениками или студентами, 40 — пенсионерами, 27 были неактивными по другим причинам.

## Достопримечательности
- Церковь Успения Божией Матери[фр.] (XIX век). Памятник истории с 1925 года[3]
- Мельница XIX века